# Isola di Sado
Sado (佐渡島／さどがしま Sadogashima) è un'isola giapponese situata nella regione di Chūbu e precisamente ad ovest della prefettura di Niigata. 
Per dimensioni è la sesta isola dell'arcipelago giapponese.
Le attività principali sono la coltivazione del riso, la pesca, l'economia forestale, l'estrazione del rame e fino al 1989 anche quella dell'oro.